# Evelyne Tschopp
Evelyne Tschopp (* 19. Juni 1991 in Muttenz) ist eine Schweizer Judoka. Sie gewann 2017 und 2018 je eine Bronzemedaille bei den Europameisterschaften.

## Karriere
Die 1,62 m grosse Evelyne Tschopp kämpfte von 2010 bis 2014 im Leichtgewicht, der Gewichtsklasse bis 57 Kilogramm. 2013 war sie Fünfte der U23-Europameisterschaften. 2015 wechselte sie ins Halbleichtgewicht, die Gewichtsklasse bis 52 Kilogramm. Bei der Universiade 2015 in Gwangju gewann sie eine Bronzemedaille. Beim Grand-Slam-Turnier in Paris erreichte sie 2015 den Final, dort unterlag sie Majlinda Kelmendi aus dem Kosovo. 2016 belegte Tschopp den fünften Platz bei den Europameisterschaften. Bei den Olympischen Spielen in Rio de Janeiro gewann sie ihren Auftaktkampf gegen die Französin Priscilla Gneto, schied aber in der Runde der letzten 16 gegen Majlinda Kelmendi aus. Ende 2016 gewann Tschopp ihren ersten Schweizer Meistertitel.
Bei den Europameisterschaften 2017 in Warschau unterlag Tschopp im Viertelfinal gegen Kelmendi, mit Siegen in der Hoffnungsrunde gegen Larisa Florian aus Aserbaidschan und Odette Giuffrida aus Italien erkämpfte sich Tschopp eine Bronzemedaille. Ein Jahr später erreichte sie bei den Europameisterschaften in Tel Aviv den Halbfinal und verlor dort gegen die Russin Natalja Kusjutina. Im Kampf um Bronze bezwang Tschopp die Ungarin Réka Pupp. Bei den Weltmeisterschaften 2018 bezwang Tschopp in ihrem Auftaktkampf Beka Rupp und schied im Achtelfinal gegen Natalja Kusjutina aus.